# جزیره ربون
جزیره ربون (به لاتین: Rebun Island) یک عوارض جغرافیایی در ژاپن است که در آسیای شرقی واقع شده‌است.

## خصوصیات
جزیره ربون ۳٬۱۹۴ نفر جمعیت دارد و ۴۹۰٫۰ متر بالاتر از سطح دریا واقع شده‌است.

## نگارخانه

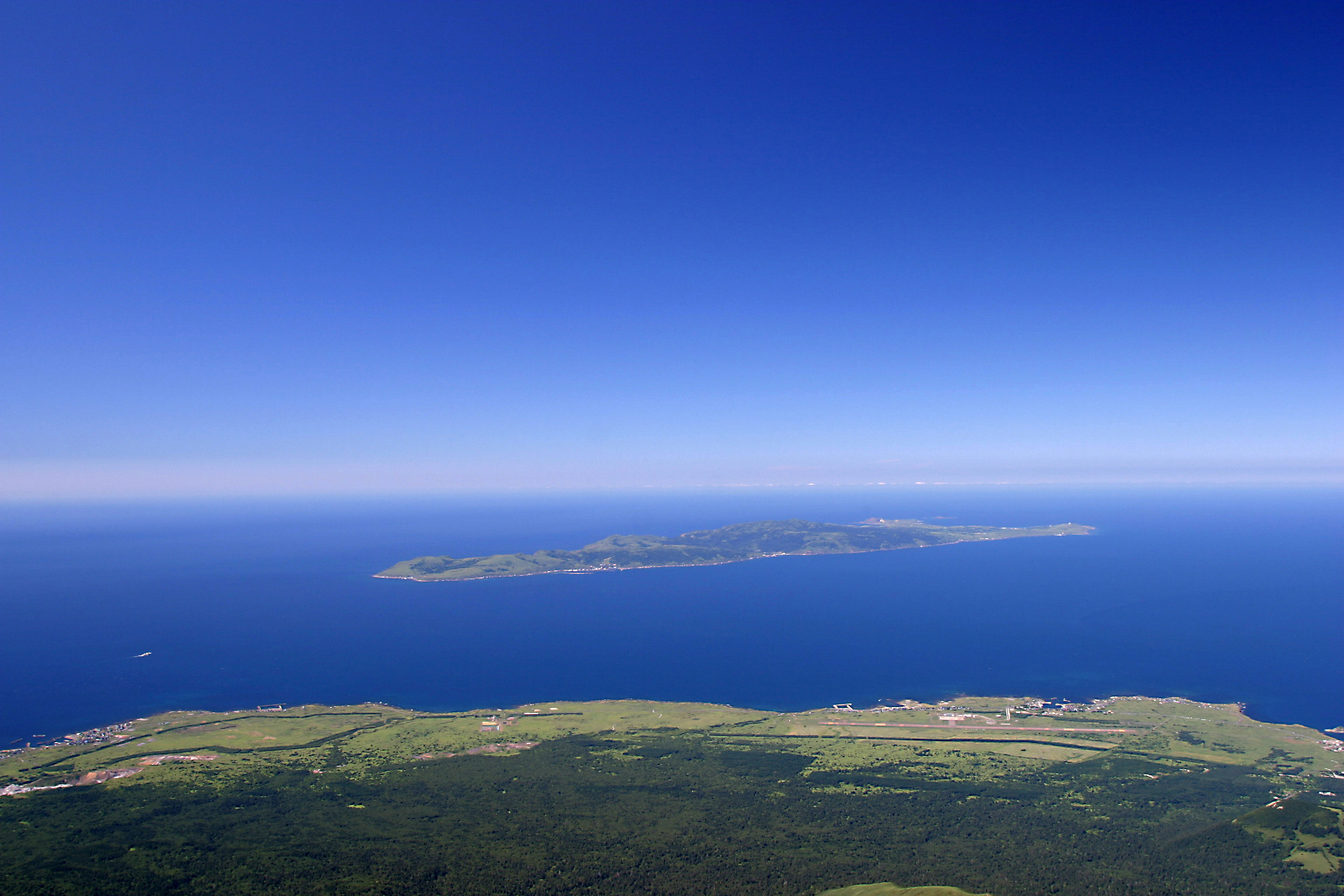
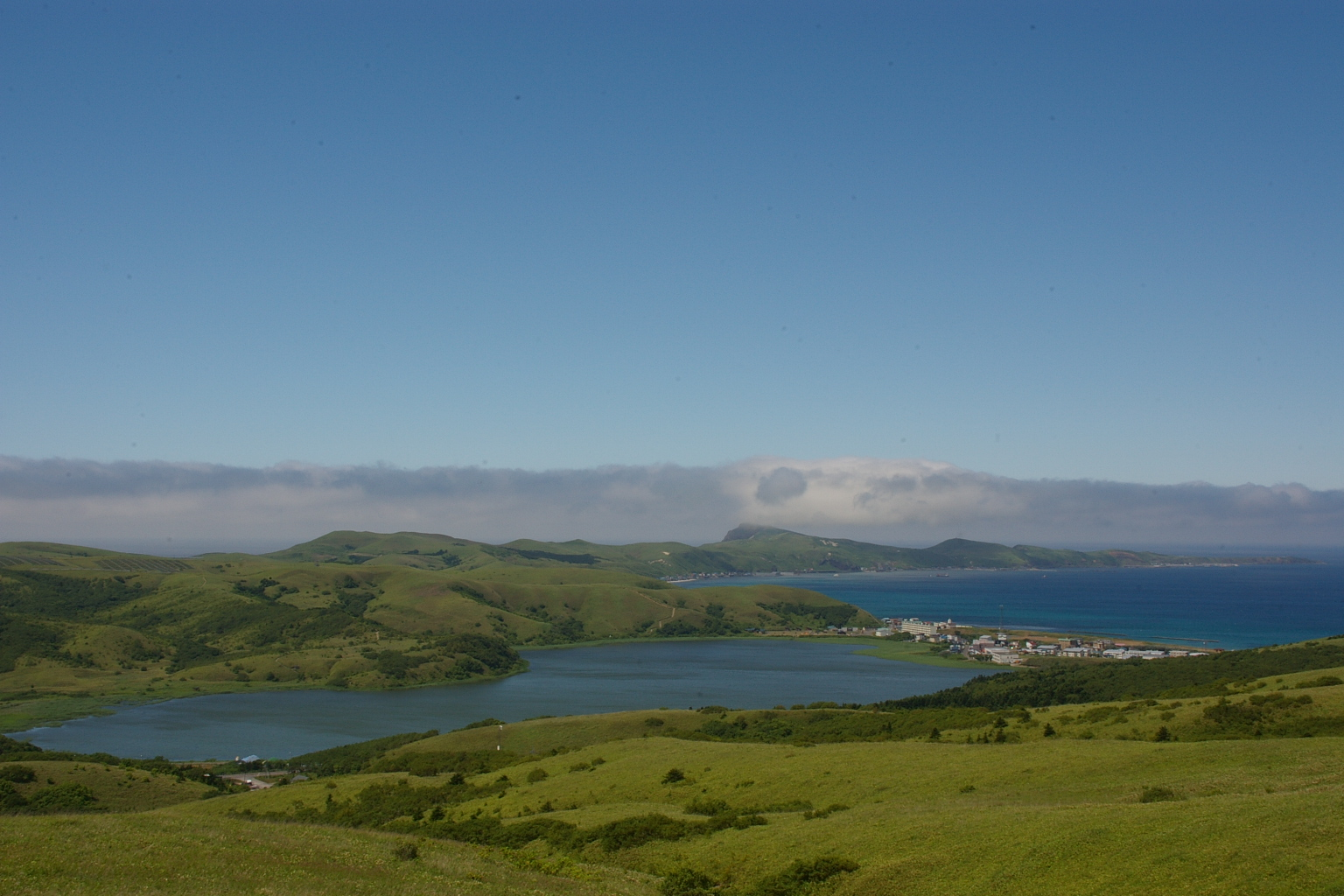
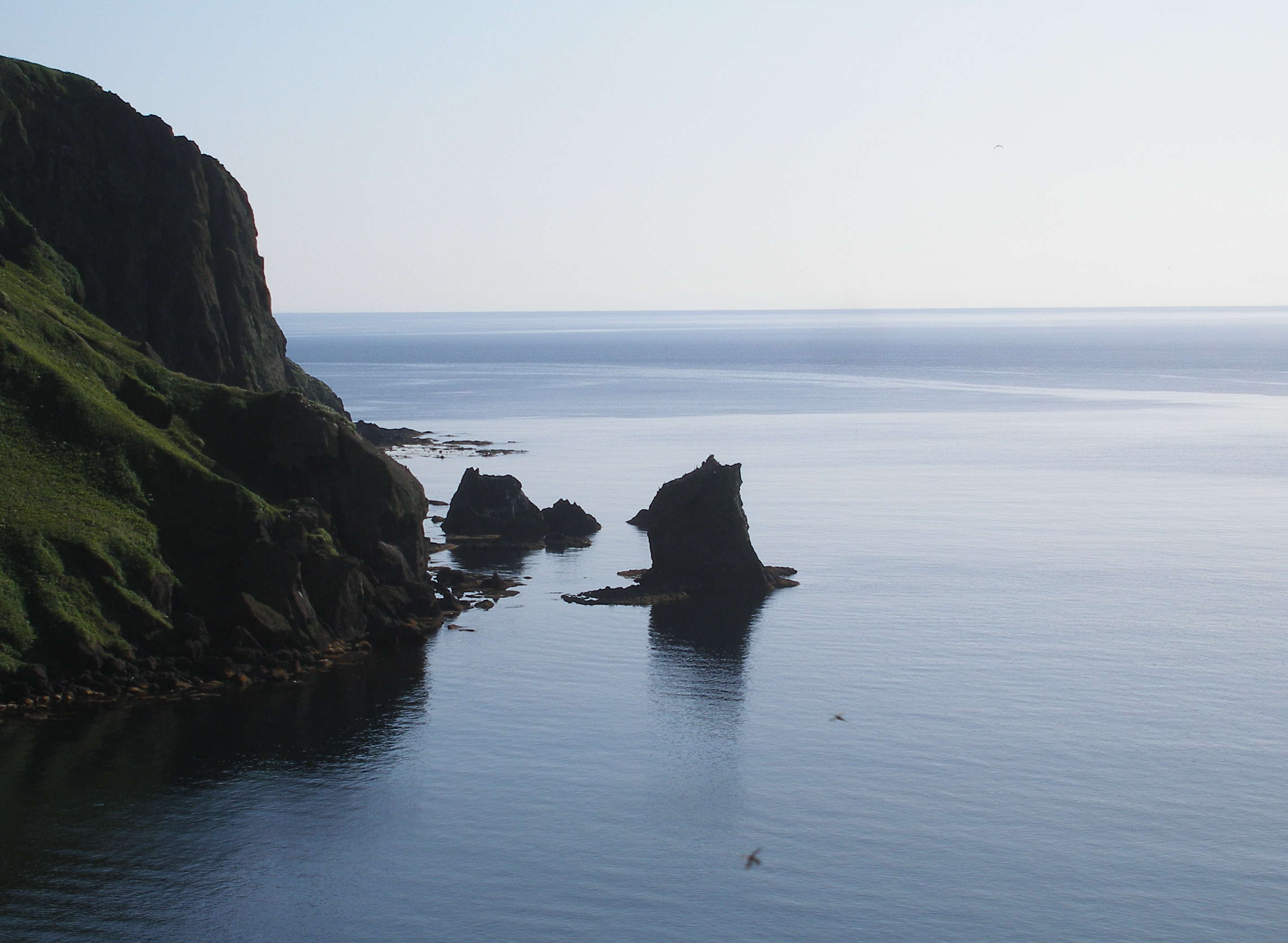
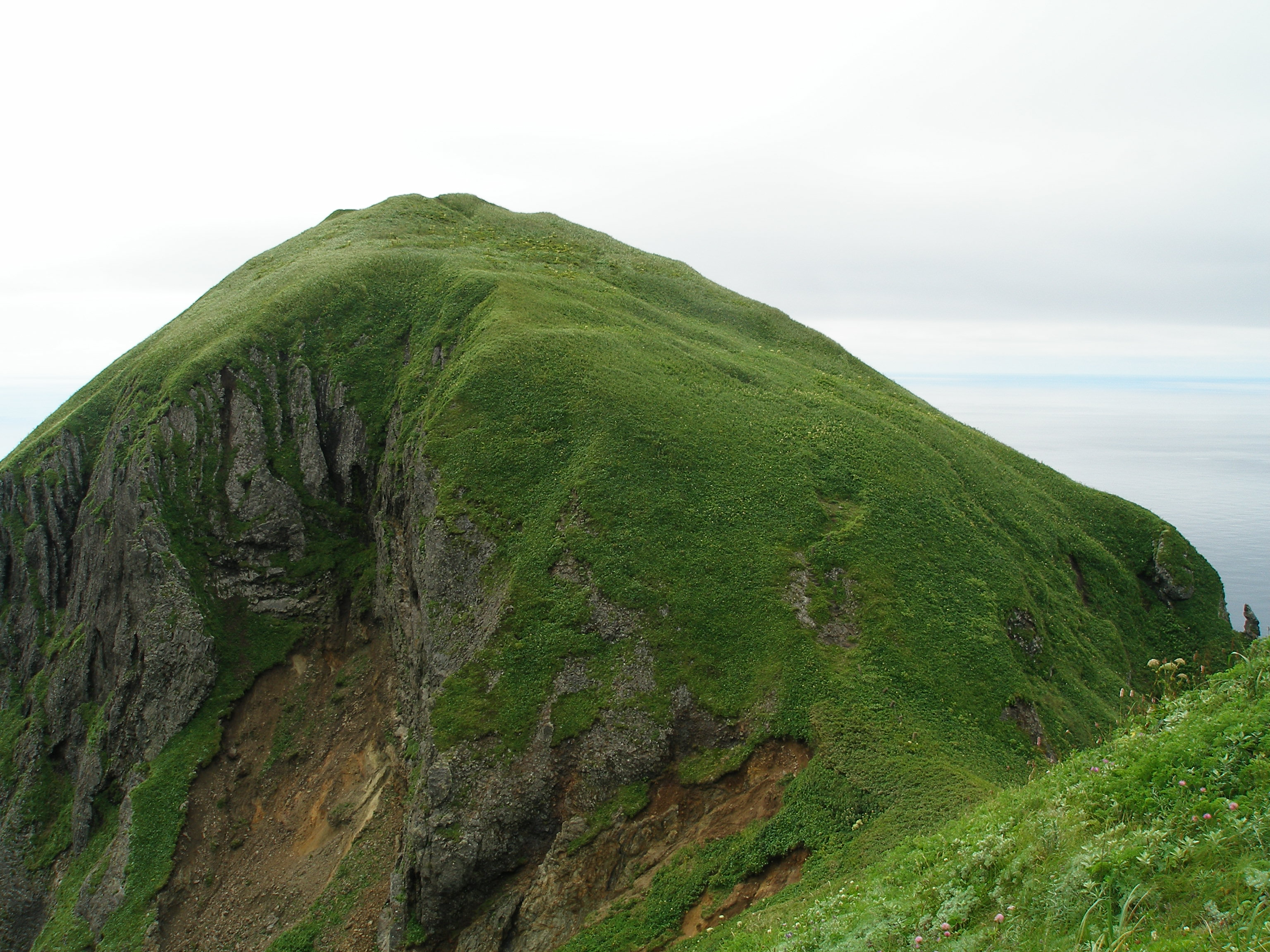
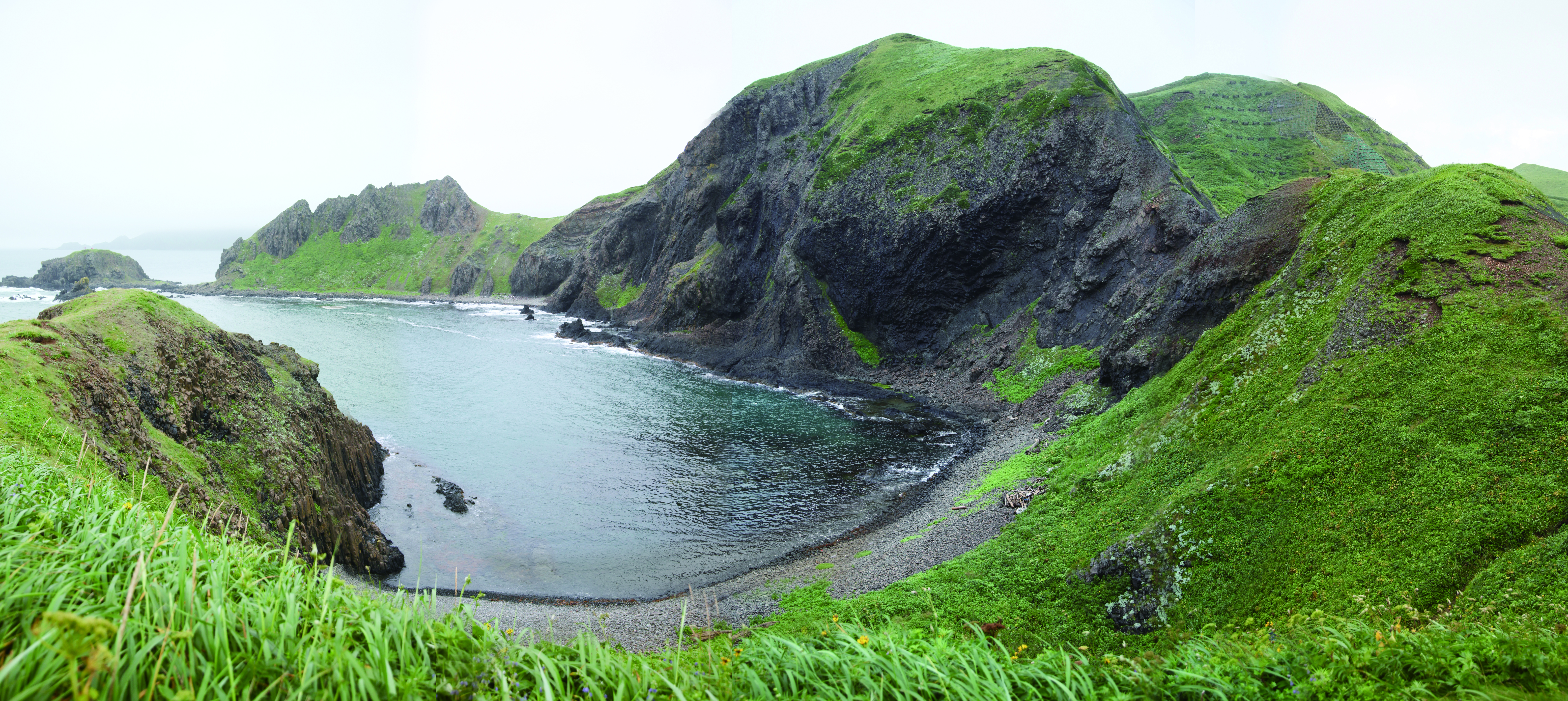
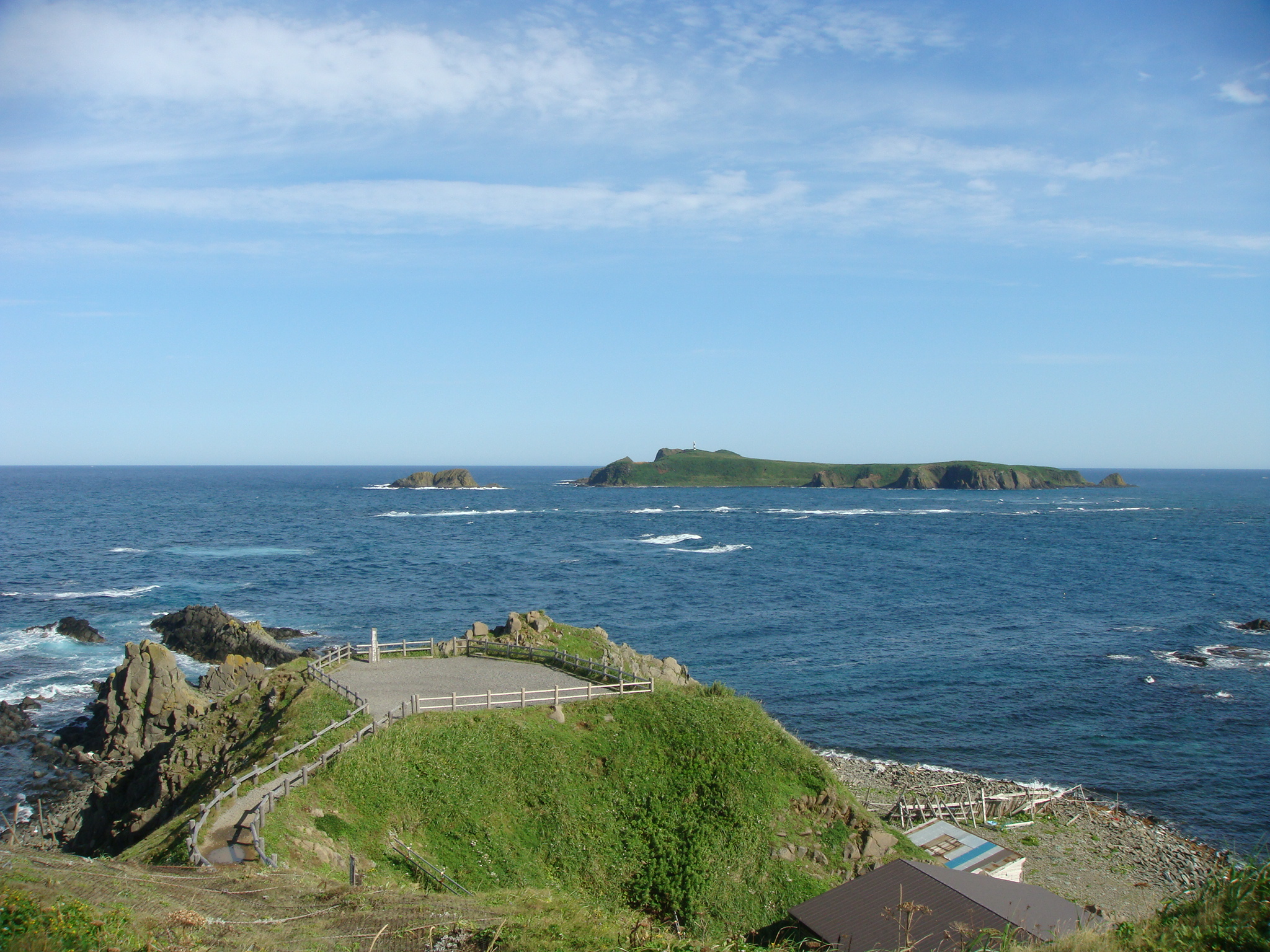